# IC 3776
IC 3776 — галактика типу S? (спіральна галактика) у сузір'ї Волосся Вероніки.
Цей об'єкт міститься в оригінальній редакції індексного каталогу.